# Lung Cancer
Lung Cancer es una revista médica revisada por pares publicada por Elsevier y publicada originalmente en nombre de la Asociación Internacional para el Estudio del Cáncer de Pulmón (hasta 2006). A partir de 2015, se publica en nombre del Consorcio Internacional de Cáncer de Pulmón, la Plataforma Europea de Oncología Torácica y el Grupo Británico de Oncología Torácica. Incluye investigaciones originales y artículos de revisión de relevancia para el cáncer de pulmón.

## Resumen e indexación
La revista está resumida e indexada en Current Contents /Clinical Medicine, EMBASE, BIOBASE,  MEDLINE, Oncology Information Service, SciSearch y Scopus . Según el Journal Citation Reports,  tenía un factor de impacto en 2020 de 5,705, lo que lo sitúa en el puesto 13 entre 64 en la categoría Sistema respiratorio.     

## Métricas de revista
2024
- Web of Science Group : 5.705
- Índice h de Google Scholar: 134
- Scopus: 5.257

En 2024 la revista se sitúa en noveno lugar dentro de la categoría de "Neumología" en Google Scholar